# Kirkkonummi
Kirkkonummi (in svedese Kyrkslätt) è un comune finlandese di 40722 abitanti, situato nella regione dell'Uusimaa.
Il significato letterario di Kirkkonummi è in italiano "brughiera della chiesa".
Il comune è situato appena fuori all'area metropolitana di Helsinki, confinante a est con il comune di Espoo.

## Società

### Lingue e dialetti
Le lingue ufficiali di Kirkkonummi sono il finlandese e lo svedese, e 5,3% parlano altre lingue.
| %     | Ripartizione linguistica (gruppi principali) |
| ----- | -------------------------------------------- |
| 17,7% | madrelingua svedese                          |
| 77,0% | madrelingua finlandese                       |

## Amministrazione

### Gemellaggi
- Sundbyberg